# Куприянова, Маргарита Григорьевна
Маргарита Григорьевна Куприянова (24 ноября 1924, Москва, РСФСР, СССР — 7 февраля 2005, Москва, Россия) — советская и российская театральная актриса. Народная артистка РФ (1992), лауреат Государственной премии РСФСР имени К. С. Станиславского (1985).

## Биография
Маргарита Куприянова родилась 24 ноября 1924 года в семье Куприяновых Григория Афанасьевича (1891—1949) и Марии Алексеевны (1903—1984). В 1944—1948 годах училась в студии при Центральном детском театре (сейчас — Российский академический молодёжный театр).
После окончания студии была принята в ЦДТ. Главным образом играла в амплуа актрисы-травести роли мальчиков, но параллельно с этим создала несколько значительных женских образов в пьесах В. С. Розова «В поисках радости» (Лена) и «В добрый час!» (Катя). Сыграла в театре более 60 ролей.
Умерла 7 февраля 2005 года на 81-м году жизни, похоронена на Преображенском кладбище в Москве.

## Награды и премии
- Заслуженная артистка РСФСР (10 мая 1962)
- Народная артистка Российской Федерации (20 ноября 1992)[1] — за большие заслуги в области театрального искусства
- Государственная премия РСФСР имени К. С. Станиславского (1985) — за роль сестры Симплиции в спектакле «Отверженные» по В. Гюго
- Орден Почёта (14 января 2002)[2] — за многолетнюю плодотворную деятельность в области культуры и искусства, большой вклад в укрепление дружбы и сотрудничества между народами
- Медаль ордена «За заслуги перед Отечеством» II степени (30 мая 1997)[3] — за заслуги перед государством, большой вклад в укрепление дружбы и сотрудничества между народами, многолетнюю плодотворную деятельность в области культуры и искусства
- Премия Мэрии Москвы в области литературы и искусства (1997) — за исполнение роли Констанс в спектакле «Маленький лорд Фаунтлерой» по Ф. Э. Бёрнетт

## Творчество

### Центральный детский театр
- 1947 — «Красный галстук»  С. В. Михалкова — Марина
- 1948 — «Снежная королева» Е. Л. Шварца по Г.-Х. Андерсену — Кей и Снежная королева
- 1949 — «Её друзья» В. С. Розова — Светлана Бутова
- 1949 — «Два капитана» по B. А. Каверину — Катя Татаринова
- 1952 — «Волынщик из Стракониц» Й. К.Тыла — Зулика
- 1954 — «Страница жизни» В. С. Розова — Наташа
- 1954 — «В добрый час!» В. С. Розова. Режиссёр: А. В. Эфрос — Катя Сорокина
- 1955 — «Димка-невидимка» В. Н. Коростылева и М. Г. Львовского (режиссёрский дебют О. Н. Ефремова) — Димка
- 1957 — «В поисках радости» В. С. Розова. Режиссёр: А. В. Эфрос — Леночка
- 1957 — «Сомбреро» С. Михалкова (совместно с А. Некрасовой) — Шура Тычинкин
- 1967 — «Традиционный сбор» В. С. Розова — Агния
- 1976 — «Рамаяна» Н. Р. Гусевой по великому индуистскому эпосу — Сита
- 1985 — «Алёша» Г. И. Чухрая и В. И. Ежова — Старая женщина
- «Конёк-Горбунок» по П. П. Ершову — Царь-девица
- «Король Матиуш I» по Я. Корчаку — Матиуш
- «Настоящий друг» В. А. Любимовой — Рита Вольская
- «Чужая роль» С. Михалкова — Пучеглазик
- «Сказка о потерянном времени» Евг. Шварца — Маруся
- «Двенадцатая ночь, или Что угодно» Шекспира — Виола и Себастьян
- «Враги» М. Горького — Клеопатра
- «Отверженные» по В. Гюго — Cестра Симплиция
- «Маленький лорд Фаунтлерой» по Ф. Бернетт — Констанс
- «Большие надежды» по Ч. Диккенсу — Миссис Хэвишем
- «Три толстяка» Ю. Олеши — тётушка Ганимед
- «Сон с продолжением» С. Михалкова — Снежная королева
- «Любовь к трем апельсинам» К. Гоцци — Джулия и Моргана
- «Вишнёвый сад» А. Чехова — Шарлотта Ивановна

## Фильмография

### Актриса
- 1976 — Рамаяна — Сита

### Озвучивание мультфильмов
1. 1952 — Снегурочка — Снегурочка
2. 1954 — Танюша, Тявка, Топ и Нюша — Кошечка
3. 1954 — Царевна-Лягушка — Василиса Прекрасная
4. 1959 — Янтарный замок — Юрате
5. 1961 — Впервые на арене — Слонёнок Тимка

## Аудиопостановки
- 1962 — «Приключения Чиполлино», грампластинка — Чиполлино (композиция З. Потаповой и С. Богомазова, музыка Н. Пейко. Всесоюзная фирма грамзаписи «Мелодия»)